# كامب (فلم)
كامب هو فيلم روائي مصري إنتاج عام 2008.

## القصة
يحكي الفيلم قصة مجموعة من الشبان الأثرياء بينهم شاب فقير، يذهبون لأحد المنتجعات للاحتفال بالتخرج، يحب هذا الشاب الفقير فتاة من بين المجموعة لكن أحد الأثرياء يعتدي عليها، فيقرر حبيبها الانتقام منهم. كل ذلك في جو من الأحداث الغريبة والرعب. والقاتل يقرر أن يرتدي قناع حتى لا يعرفه أحد.
وقد اعتبر البعض قصة الفيلم مقتبسة من سلسلة الأفلام الأمريكية سكريم (بالعربية: صرخة)، وكان الفيلم أول تجربة سينمائية للفنانة البريطانية ريبيكا فاريل وتحدثت فيه باللهجة المصرية.

## الممثلين
- أيمن الرفاعي: ياسر الفتي الطيب
- محمد الخلعي: جمال الشاب القاتل
- ريبيكا فاريل: شاكي حبيبة جمال
- أميرة هاني: شيرين الفتاة الطيبة
- ريم هلال: ريهام الفتاة الحشاشة
- ياسمين جمال: نانسي الفتاة اللعوب
- محمد عاطف: وائل الشاب اللعوب
- هاني صنع الله: تامر الشاب الحشاش
- نسمة ممدوح: الفتاة الخرساء في الكامب
- ياسمين أباظة: الطفلة ياسمين أخت شيرين
- لطفي لبيب: حسنين صاحب الكامب
- جيهان سلامة: علية اللعوب زوجة حسنين
- عمرو عبد اللطيف: الفراش
- إبراهيم أبو العطا: زبون الكامب
- محمود مزيكا: زبون الكامب
- نسمة السادات: فتاة الحفلة
- نسمة طه: دوبلير دور شاكي
- عبد المنعم معتوق: فراش الكامب العجوز

## أغنيات الفيلم
- تاه: كلمات: أيمن الرفاعي وحمادة السيد - ألحان:أيمن الرفاعي - توزيع: شريف بدوي
- بتفوت أيام:: كلمات: أيمن الرفاعي - ألحان:أيمن الرفاعي - توزيع: شريف بدوي

## روابط خارجية
- مقالات تستعمل روابط فنية بلا صلة مع ويكي بيانات